# Ladislav Fujdiar
Ladislav Fujdiar (* 29. ledna 1967 v Kladně) je bývalý fotbalista, fotbalový trenér a funkcionář.

## Sportovní kariéra
S fotbalem začínal v šesti letech v Kladně za Kablo Kročehlavy, kde působil až do vojny. Na vojnu narukoval do Českých Budějovic, byl zařazen do průzkumné roty a půl roku prakticky neviděl míč. Potom vojáci uspořádali turnaj, kde nastoupil za čtyřdvorská kasárna a všiml si ho trenér Jindřich Dejmal, který vedl budějovickou VTJ. Díky tomu byl přeřazen do Žižkových kasáren ke spojařům a hrál za VTJ České Budějovice v krajském přeboru. Během vojny dostal nabídky z SONP Kladno a Dynama České Budějovice. Po návratu do Kablo Kročehlavy, však přestoupil do Sparty Praha, kde se ovšem v konkurenci Skuhravého, Grigy, Petara Nováka, Kuklety do hry nedostal, jen asi čtyřikrát byl na lavičce jako náhradník. Dynamo České Budějovice jej získalo na roční hostování. V roce 1990 projevila Sparta zájem o Jiřího Němce a Fujdiar společně s Daniel Drahokoupilem přestoupili do Dynama v rámci vyrovnání se Spartou. V tehdy druholigovém Dynamu Fujdiar nastupoval nejčastěji vedle Procházky s Urbanem, hrálo se na tři útočníky. Po dvou letech Fujdiarova působení postoupilo Dynamo v roce 1991 do ligy. O postupu se rozhodovalo v posledním kole v utkání v Havířově, které Dynamo vyhrálo 2:1 a Fujdiar si připsal gól a přihrávku. Za Dynamo v 90. letech 20. století odehrál největší část své profesionální kariéry - strávil tam 12 sezon, jen v sezóně 1993/94 působil na hostování v Sigmě Olomouc a Baníku Ostrava, se kterým získal 3. místo v lize. V roce 1996 byl v širší nominaci české reprezentace na EURO, nakonec dostal přednost olomoucký Milan Kerbr. Z Českých Budějovic nikdy do jiného českého klubu nepřestoupil, i když se o něj prvoligové kluby řadu let zajímaly, v sezóně 1997/98 měl nabídky i z belgické nejvyšší ligy – s jedenácti góly byl nejlepším střelcem ligového podzimu a chtěl ho belgický klub KVC Westerlo, ale přestup zkrachoval na výši odstupného pro Dynamo. Dvakrát pomohl Jihočechům k postupu do nejvyšší soutěže (1990/1991 a 1998/99). Je hráčem s nejvyšším počtem startů (190) a s 37 góly druhým nejlepším střelcem v historii tohoto klubu (za Karlem Váchou s 55 góly).
Českobudějovické Dynamo jako hráč definitivně opustil až 1. února 2001, kdy přestoupil společně s Petrem Hruškou do klubu Union Perg hrajícího o záchranu v rakouské landeslize. Za půl druhého roku postoupili do třetí ligy. Pak hrál v Rakousku ještě za další dva kluby – v Rohrbachu a Pregartenu, kariéru končil ve Čtyřech Dvorech, Chvalšinách a Plané. Do Českých Budějovic se po ukončení profesionální kariéry vrátil jako trenér dorostu v roce 2004. I přesto, že mu v lednu 2010 byl operován kyčelní kloub, hraje ještě ve svých 49 letech za SK Planá, kde též v minulosti vykonával funkci předsedy klubu. V roce 2009 se stal členem Síně slávy SK Dynamo.

## Rodina
Je druhý nejstarší ze sedmi sourozenců, fotbal hráli i jeho bratři Josef a Jaroslav. Je ženatý, má dvě dcery: Markétu a Anetu.